# Adam Aznou
Adam Aznou Ben Cheikh (en árabe: أدم أزنو بن الشيخ‎; Barcelona, España, 2 de junio de 2006) es un futbolista marroquí que juega de defensa en el Everton F. C. de la Premier League.

## Primeros años
Nació en Barcelona, España, de padres marroquíes.

## Trayectoria
A los pocos años de edad inicio su etapa futbolística en la escuela del Barcelona, donde conoció jugadorazos que a dia de hoy no han triunfado como Xavier Pastor, Pablo Dominguez, Sergi Sanchez, Iñaki de Moliní, Arnau Fernandez entre otros.
Su carrera deportiva empezo en el C. F. Damm, antes de pasar a la cantera del F. C. Barcelona en 2019. En el verano de 2022, tras rechazar a varios clubes europeos, fichó por el Bayern de Múnich. En marzo de 2023 se entrenó por primera vez con el primer equipo del Bayern de Múnich.
Recibió su primera convocatoria con el primer equipo del Bayern de Múnich el 27 de enero de 2024, estando en el banquillo como suplente no utilizado en un partido de la Bundesliga contra el F. C. Augsburgo que ganaron a domicilio por 2-3.
El 19 de febrero debutó como profesional con el Bayern de Múnich II en un partido en casa contra el SpVgg Greuther Fürth II en el que perdió 1-0, siendo titular. En noviembre de 2024 debutó con el primer equipo en la Bundesliga contra el F. C. Union Berlin. Jugó otros dos encuentros, uno de ellos en la Liga de Campeones de la UEFA.
El 3 de febrero de 2025 fue cedido al Real Valladolid C. F. de la Primera División de España hasta final de temporada. Disputó trece partidos y en junio volvió a Múnich para participar en la Copa Mundial de Clubes de la FIFA 2025.

### Etapa en Inglaterra
El 29 de julio de 2025 abandonó definitivamente el Bayern de Múnich después de ser traspasado al Everton F. C.

## Selección nacional
Es elegible para representar tanto a Marruecos como a España a nivel internacional. Representó a Marruecos en la categoría sub-15 antes de pasarse a España, con la que jugó en las categorías sub-16 y sub-17.
En marzo de 2023 optó por representar a la selección nacional de Marruecos.
El 9 de septiembre de 2024 debutó con la selección absoluta de Marruecos en partido de Clasificación para la Copa Africana de Naciones de 2025 contra Lesoto. Jugó en dorsal 26 y salió de titular, disputando los 90 minutos. El partido se jugó en el Estadio de Agadir de Agadir y acabó con victoria marroquí 0-1.

## Estadísticas

### Clubes
Actualizado al último partido disputado el 15 de junio de 2025.
| Club                           | Div.          | Temporada     | Liga  | Liga  | Liga   | Copas nacionales | Copas nacionales | Copas nacionales | Copas internacionales | Copas internacionales | Copas internacionales | Total | Total | Total  |
| Club                           | Div.          | Temporada     | Part. | Goles | Asist. | Part.            | Goles            | Asist.           | Part.                 | Goles                 | Asist.                | Part. | Goles | Asist. |
| ------------------------------ | ------------- | ------------- | ----- | ----- | ------ | ---------------- | ---------------- | ---------------- | --------------------- | --------------------- | --------------------- | ----- | ----- | ------ |
| Bayern de Múnich II · Alemania | 4.ª           | 2023-24       | 11    | 0     | 1      | ―                | ―                | ―                | ―                     | ―                     | ―                     | 11    | 0     | 1      |
| Bayern de Múnich II · Alemania | 4.ª           | 2024-25       | 7     | 0     | 0      | ―                | ―                | ―                | ―                     | ―                     | ―                     | 7     | 0     | 0      |
| Bayern de Múnich II · Alemania | Total club    | Total club    | 18    | 0     | 1      | 0                | 0                | 0                | 0                     | 0                     | 0                     | 18    | 0     | 1      |
| Bayern de Múnich · Alemania    | 1.ª           | 2024-25       | 2     | 0     | 0      | ―                | ―                | ―                | 1                     | 0                     | 0                     | 3     | 0     | 0      |
| Bayern de Múnich · Alemania    | Total club    | Total club    | 2     | 0     | 0      | 0                | 0                | 0                | 1                     | 0                     | 0                     | 3     | 0     | 0      |
| Real Valladolid C. F. · España | 1.ª           | 2024-25       | 13    | 0     | 0      | ―                | ―                | ―                | ―                     | ―                     | ―                     | 13    | 0     | 0      |
| Real Valladolid C. F. · España | Total club    | Total club    | 13    | 0     | 0      | 0                | 0                | 0                | 0                     | 0                     | 0                     | 13    | 0     | 0      |
| Total carrera                  | Total carrera | Total carrera | 33    | 0     | 1      | 0                | 0                | 0                | 1                     | 0                     | 0                     | 34    | 0     | 1      |
| 1.                             |               |               |       |       |        |                  |                  |                  |                       |                       |                       |       |       |        |